# باربرا بيرن
باربرا بيرن (بالإنجليزية: Barbara Byrne)‏ هي مجدفة أمريكية، ولدت في القرن العشرين.

## وصلات خارجية
- باربرا بيرن على موقع الاتحاد الدولي للتجديف (الإنجليزية)